# Autorientamento
Il termine autorientamento è composto dal prefisso greco auto-,  che rimanda al Sé, e il sostantivo "orientamento". Partendo da tale presupposto, l'autorientamento diviene una declinazione dell'orientamento che si radica nella persona, costituendosi come una risorsa che le permette di affrontare in modo autonomo e competente la pluralità di situazioni e di domande complesse e interrelate che la società d'oggi pone. L'autorientamento fa perno sulle risorse proprie del soggetto  e diviene così parte del bagaglio di potenzialità spendibili.
Esso è pratica costante di presa di coscienza delle proprie scelte attraverso un processo analitico continuato relativamente ad aspirazioni, motivazioni, interessi, peculiarità e competenze, mirante alla costruzione di un'adeguata immagine di sé, capace di dialogare in modo efficace con la complessità del mondo circostante attraverso una lettura di esso.
Il processo di autorientamento parte dal soggetto per costruire il soggetto, mediante una elaborazione di un progetto non solo professionale, ma in primo luogo di vita, il quale presuppone la capacità di iniziativa personale, che pensa, crea e realizza, che conduce l'individuo a dare un contributo a sé, alla comunità e a sé nella comunità.
Di fronte alle differenti scelte di vita la persona che si autorienta presenta un adeguamento attivo, mai dequalificante o squalificante, in quanto risultato in una costante introspezione, di una valutazione critica e oggettiva del proprio “ritratto”, della propria storia. Quindi attraverso l'autoesplorazione l'individuo che sa guardarsi in maniera efficace giunge all'autocoscienza che rileva le strade percorribili di vita, le quali non fanno percepire lo smarrimento, ma il costante controllo sui propri passi da parte dell'individuo.
L'autorientamento nasce dall'esercizio operato in modo sistematico e autonomo di tali processi che dialogano tra loro: analisi integrale delle proprie risorse personalità , esame realistico delle opportunità e dei vincoli contestuali, assunzione di decisioni, messa in atto di comportamenti finalizzati alla realizzazione del proprio obiettivo, adattamento all'ambiente e gestione positiva della transizione e del cambiamento.
Per poter addivenire a un efficace autorientamento occorre sviluppare competenze specifiche che consentano al soggetto di elaborare strategie e progetti in relazione alla gestione ed al controllo della propria vita e delle proprie scelte. Il processo attraverso il quale si incrementano le competenze di un soggetto atte ad aumentarne il "potere" sulla propria esistenza viene denominato empowerment.